# Zamek Rychleby
Zamek Rychleby (czes. Rychlebský hrad, niem. Reichenstein) – ruina średniowiecznego zamku z 1. połowy XIV w. lub końca XIII w. Zamek położony był w Górach Złotych, około 4 km na południe od Javorníka w Czechach niedaleko granicy z Polską.
Od 1958 roku ruina jest objęta ochroną jako chroniony zabytek kultury.

## Położenie i otoczenie
Zamek położony jest w Górach Złotych, na wychodni skalnej stromego zbocza, opadającego do doliny Rači údolí (Rakowa Dolina). Znajduje się  na wysokości 460 m n.p.m., około 60 m powyżej doliny, która wcina się w Góry Złote na południe od Javorníka, dochodząc do okolicy Przełęczy Karpowskiej, w pobliżu której był zamek Karpień. Na wzniesieniu po przeciwnej stronie Rakowej Doliny, bliżej jej dolnej części był drewniany zamek Pustý zámek.
Nie ma historycznych źródeł pisanych dotyczących zamku, informacje o zamku pochodzą z prac archeologicznych z początku XX w. Nawet jego nazwa jest sztuczna, nadana w XIX w. Zarówno nazwa czeska jak i niemiecka odnosi się do nazwy pasma górskiego Góry Złote (Rychleby, Reichenštejn) , identyczną nazwę czeską i niemiecką ma leżące w Polsce miasto Złoty Stok.

## Historia
Obecna ruina, częściowo zabezpieczona i nico zmodyfikowana na początku XX w., jest pozostałością zamku powstałego na przełomie XIII i XIV w., w ciągu kolejnych lat był rozbudowywany. Do pierwotnej zabudowy dodano między innymi zewnętrzny mur parchamu, czworoboczną wieżę i dwa budynki po zewnętrznej stronie głównego obwodu. Odkryte podczas prac archeologicznych liczne znaleziska militariów oraz ślady ognia, sugerują, iż zamek zanikł w wyniku działań wojennych w XIV wieku, albo w czasie wojen husyckich, podczas których w 1428 roku, husyci w wyprawie przeciwko biskupowi wrocławskiemu Konradowi IV zajęli pobliski zamek Jánský Vrch w Javorniku .
W XV w. był już niezamieszkany. Stał się za to ostoją rycerzy-rozbójników, co przyczyniło się zapewne do jego zniszczenia. Mieszczanie i szlachta rozdrażnieni działalnością rozbójników wyprawiali się na ich bazy, równając je z ziemią.
W latach 1901–1903 i 1906–1910 prace wykopaliskowe i renowacyjne prowadziła sekcja Javorník Morawsko-Śląskiego Sudeckiego Towarzystwa Górskiego pod kierunkiem Brunona Königa. Badania finansował biskup wrocławski Georg von Kopp. Znalezione przedmioty trafiły do muzeów w Javorníku, Jesioniku, Opawie, Nysie i Muzeum Diecezjalnego we Wrocławiu.

## Architektura
Zewnętrzny kształt budowli narzucało miejsce jego postawienia. Niemal połowa budowli (południowa i zachodnia)  przylegała do stromych zboczy opadających do doliny, w pozostałej części obwodu wykonano umocnienia w postaci wału ziemnego i fosy tworzące półokrąg. Przejście przez fosę zapewniał położony na wsch od zamku most, prawdopodobnie był zwodzony. Obok mostu była czworoboczna wieża bramna oraz niewielki dziedziniec, tworzący podzamcze .
Zasadniczą część zamku o kształcie zbliżonym do owalu o wymiarach  41 × 27,5 metrów wyznaczał mur o grubości około 2,6 m oraz mur zewnętrzny o grubości  0,9-1,1 m . 
W pobliżu wjazdu do międzymurza stała czworoboczna wieża. Za nią rozciągał się wąski dziedziniec podzamcza o długości 22,2 metrów i szerokości 5,7 metra, z którego droga wjazdowa prowadziła na dziedziniec i do stóp wieży głównej, położonej w najwyższym punkcie zamku. Cylindryczna wieża główna miała średnicę 10,2 metra i mur grubości około 4 metrów w przyziemiu, co pozostawiało w dolnej jej części  niewiele wolnej przestrzeni. Komunikację pomiędzy jej kondygnacjami zapewniała spiralna, klatka schodowa osadzona w grubości muru.  Obok znajdowała się mniejsza wieża lub inna budowla w kształcie koła o wewnętrznej średnicy 3,5 metra, której cel jest niejasny (być może był to piec lub zbiornik na wodę). Kolejna niewielka cylindryczna konstrukcja o średnicy 4 metrów usytuowana była w narożniku południowo – zachodnim dziedzińca. Jej fragment zachował się,  została ona znaczenie zniekształcona „romantycznymi” przebudowami, przekształcona w punkt widokowy. Wydaje się, iż pierwotnie znajdował się tam przystęp na ganek w koronie murów obronnych, z którego następnie można było się dostać do bergfierdu i głównego budynku mieszkalnego .
Celom mieszkalnym służyły dwa prostokątne, najwyżej piętrowe budynki: jeden dostawiony do muru po stronie zachodniej (7,3 x 4,5 metra), drugi, późniejszy, po stronie południowo-zachodniej (9 x 4 metra). Jedynie budynek zachodni był podpiwniczony. Poza głównym obwodem obronnym, prawdopodobnie na późniejszym etapie rozbudowy zamku, po stronie zachodniej wybudowano dwa  budynki. Być może służyły jako stajnie i kuchnia (7,3 x 2,6 metra oraz 6 x 6 metrów) z powodu ograniczonej ilości miejsca na wewnętrznym dziedzińcu. Dostęp do nich mógł wieść północnym międzymurzem. W trakcie przebudowy z XIV/XV wieku, zapewne z powodu obsuwającej się skarpy, obniżono także południową część głównego muru obronnego i wzmocniono od strony zewnętrznej trzema przyporami .

## Turystyka
Położona w lesie ruina zamku dostępna jest bez ograniczeń, jednak jej położenie nie ułatwia dostępu do niej. Od najbliższej stacji kolejowej w Javorníku do zamku jest około 5 km. Przez zamek prowadzi czerwony szlak pieszy Bílá Voda – Jeseník, odległość od centrum Javorníka około 4 km. Od parkingu na początku Rakowej Doliny do zamku można dojść dołem doliny (szlak niebieski) lub dojść do czerwonego szlaku – odległość około 2 km.